# Anhydride malonique
L'anhydride malonique ou l'oxétane-2,4-dione est un composé organique de formule C3H2O3 or CH2(CO)2O. Il peut être vu comme l'anhydride de l'acide malonique ou la double cétone de l'oxétane.
L'anhydride malonique a été synthétisé originellement en 1988 par ozonolyse du
dicétène,. Des dérivés comme la 3,3-diméthyl-oxétane-2,4-dione sont connus,,.